# Benedetto Brin (homme politique)
Pour les articles homonymes, voir Benedetto Brin et Brin.
 (septembre 2021).
Si vous disposez d'ouvrages ou d'articles de référence ou si vous connaissez des sites web de qualité traitant du thème abordé ici, merci de compléter l'article en donnant les références utiles à sa vérifiabilité et en les liant à la section « Notes et références ».
Benedetto Brin (Turin, 17 mai 1833 - Rome, 24 mai 1898) est un ingénieur, général et homme politique italien.

## Biographie

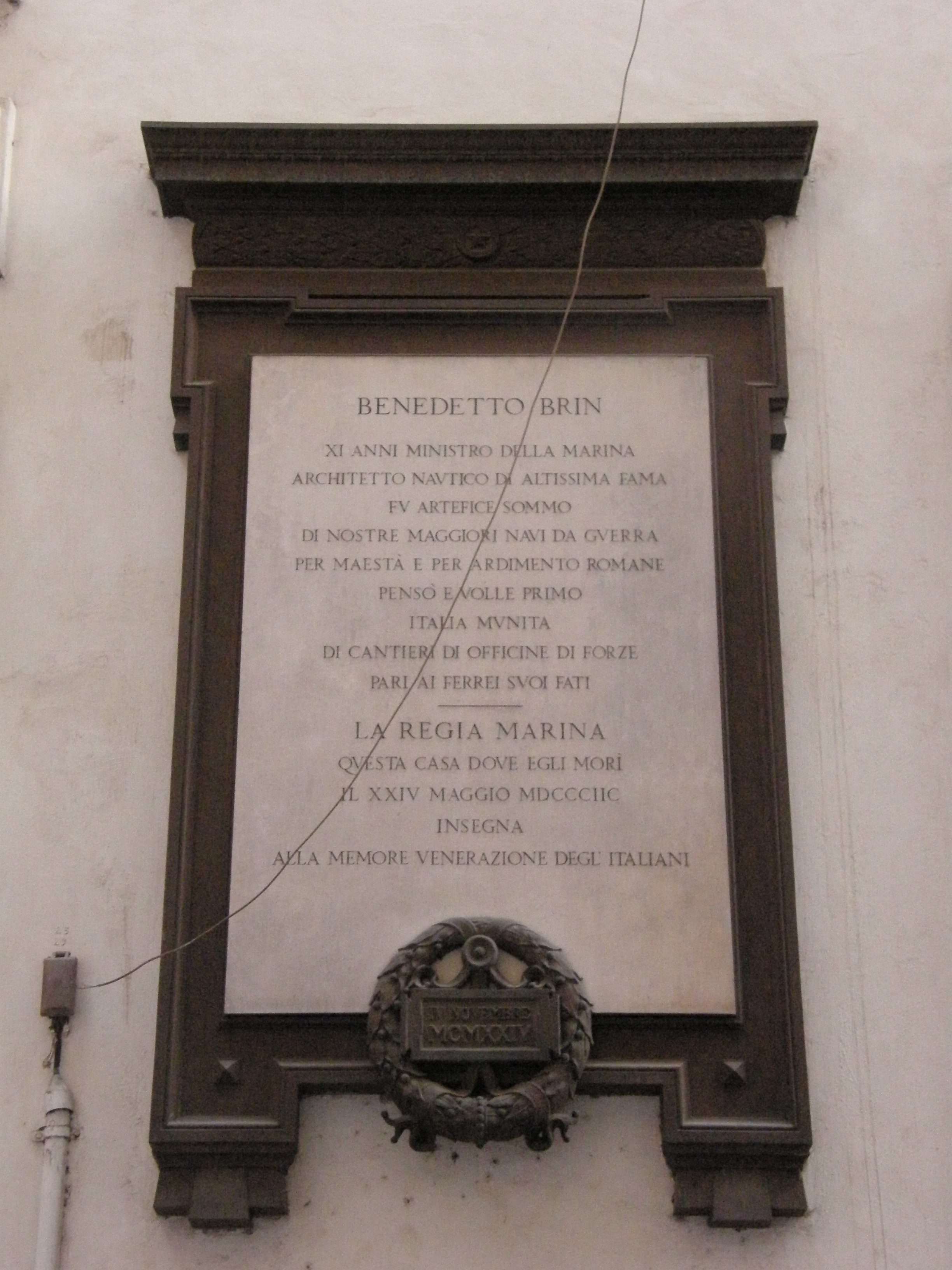
Plaque dédiée à Benedetto Brin de la Via Santi Apostoli, Rome: BENEDETTO BRIN
XI ANNI MINISTRO DELLA MARINA
ARCHITETTO NAVTICO DI ALTISSIMA FAMA
FV ARTEFICE SOMMO
DI NOSTRE MAGGIORI NAVI DA GVERRA
PER MAESTA' E PER ARDIMENTO ROMANE
PENSO' E VOLLE PRIMO
ITALIA MVNITA
DI CANTIERI DI OFFICINE DI FORZE
PARI AI FERREI SVOI FATI
---
LA REGIA MARINA
QVESTA CASA DOVE EGLI MORI'
IL XXIV MAGGIO MDCCCIIC
INSEGNA
ALLA MEMORE VENERAZIONE DEGL'ITALIANI
---
IV NOVEMBRE
MCMXXIV

Entré dans la marine sarde en 1853 comme officier du génie naval, il publie en 1864 un article dans lequel il démontre le caractère inéluctable du passage aux navires blindés, se retrouvant ainsi sur la même ligne que Simone Pacoret de Saint-Bon.

Promu directeur des constructions navales en 1871, il travaille avec Saint-Bon, devenu ministre de la Marine en 1873. La même année, il est également appelé à faire partie du premier conseil d'administration de la Regia Scuola Superiore Navale di Genova (École royale supérieure navale de Gènes). Il a été député des circonscriptions de Livourne et de Turin dans les législatures XII à XX. Il est ministre de la marine de 1876 à 1878, puis de 1884 à 1891. Il devient ministre des Affaires étrangères en 1892-1893, et occupe par intermittence le portefeuille de la marine, qu'il reprend de 1896 jusqu'à sa mort deux ans plus tard.
Suivant les lignes tracées par Saint-Bon et indiquées par celui-ci à la Chambre en 1873, Brin conçoit les cuirassés-jumeaux (sister ships) Caio Duilio et Enrico Dandolo, dont la construction inquiète même la Royal Navy britannique.

Le Duilio était un cuirassé tour qui déplaçait 12 265 tonnes. Sa paire d'hélices était entraînée par deux machines qui, développant 7 710 chevaux-vapeur, lui permettaient d'atteindre 15 nœuds (28 km/h). Le cuirassé était armé de quatre canons de 450 millimètres, trois canons de 120 millimètres, deux canons de 75 millimètres, huit canons de 57 millimètres, 22 canons de 37 millimètres et trois tubes lance-torpilles. Construit en avril 1873, il est lancé à Castellammare di Stabia le 8 mai 1876 et entre en service le 6 janvier 1880. Il était doté d'un blindage latéral de 550 millimètres - 55 centimètres pour Brin - ce qui le rendait impénétrable. La redoute avait un blindage de 430 millimètres, les tours de 450 et le pont de 50 à 30 millimètres.
Le blindage, innovante pour l'époque, était le résultat d'une série de calculs effectués par Brin. Partant du principe que la résistance offerte par un blindage de fer homogène était égale au carré de son épaisseur, on avait jusqu'alors construit des blindages d'une épaisseur maximale de 35 centimètres et, doutant de la possibilité de laminer des armures plus épaisses, on décida d'adopter le système sandwich, consistant en un premier coussin de bois recouvert d'une plaque de fer, puis un second coussin de bois sur lequel était appliquée une seconde plaque de fer.

Ce système, adopté par la marine britannique pour protéger le HMS Inflexible, ne convainc pas Brin, qui ordonne une série d'essais, réalisés à La Spezia à l'automne 1876 avec le tout nouveau canon Armstrong de 450 calibres et de 100 tonnes, destiné à armer le Duilio alors en construction.

L'effet de ces essais, suivis également par des officiers étrangers, fit sensation dans le monde entier : alors que les blindages à double plaque, comme ceux destinés au HMS Inflexible, étaient percés non seulement par le nouveau canon Armstrong de 100 tonnes et le canon de 81 tonnes déjà utilisé, mais aussi par le canon plus commun de 320 millimètres, le blindage de 55 centimètres destiné au Duilio, comme Brin l'avait calculé, résistait même aux canons de 100 tonnes, rendant le Duilio totalement insubmersible par n'importe quel navire de l'époque et du futur proche.
Le Duilio était armé de canons de 100 tonnes et était si puissant qu'il suscitait de grandes inquiétudes dans toutes les marines les plus puissantes, à commencer par les Britanniques.

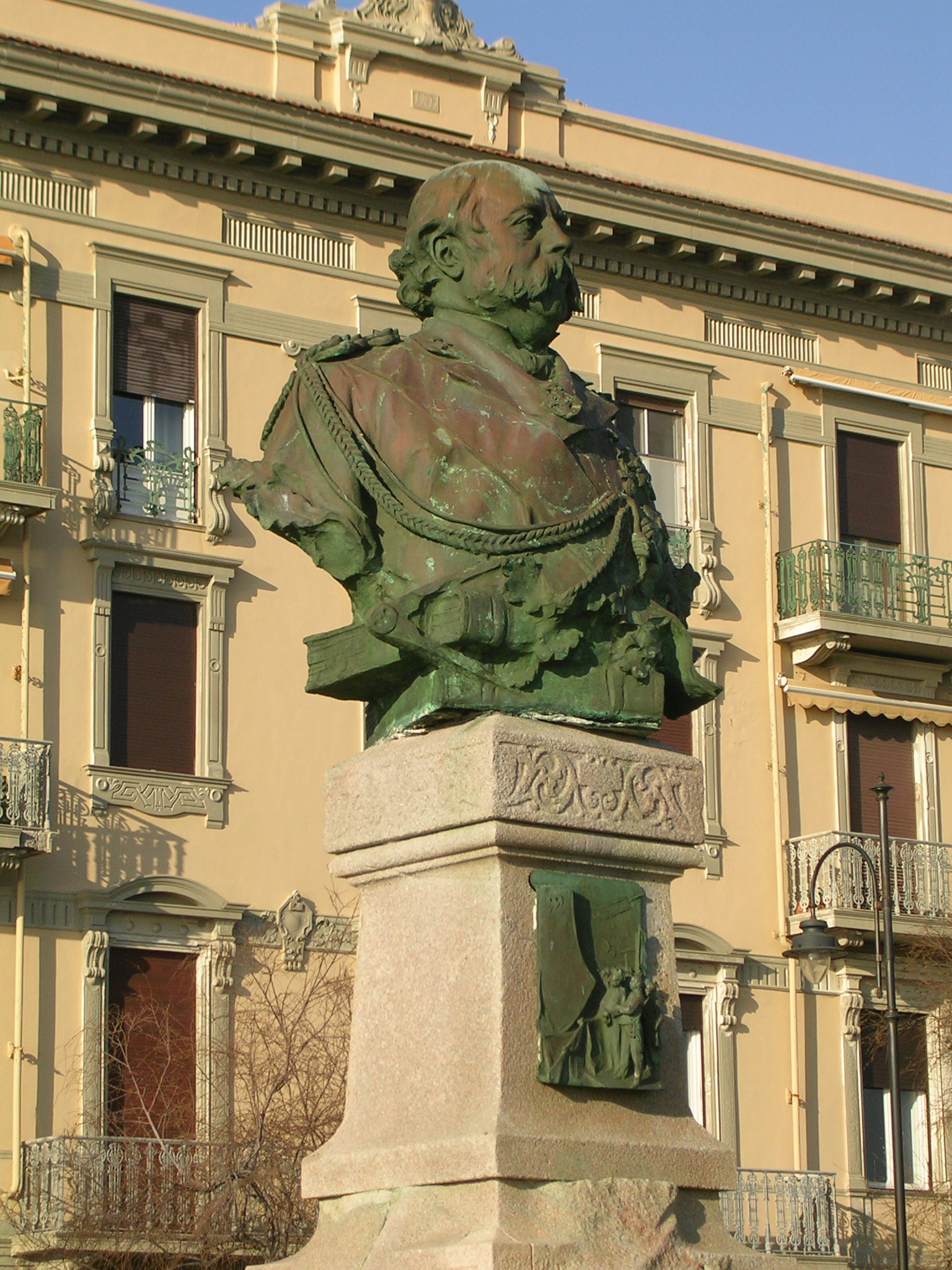
Monument dédié à Benedetto Brin à Livourne

Grâce à lui, la politique navale établie par le ministre de Saint-Bon prend effet assez rapidement. En 1874 déjà, de nombreux navires avaient été désaffectés et, en avril 1875, 32 d'entre eux ont été vendus aux enchères, mais sans grand succès: seuls trois des plus petits navires ont été vendus pour 30 000 lires. En 1875, Brin élabore les plans de la classe Italia, pour laquelle il adopte des coques en acier pour la première fois au monde, donnant ainsi l'exemple dans ce domaine également.

En 1876, il prend en charge le portefeuille de la marine et obtient de la Chambre des députés une augmentation du budget de construction de deux millions de lires. En 1877, il fait un autre grand pas en avant dans la planification navale en faisant approuver par la Chambre des députés un financement extrabudgétaire pour l'élaboration d'un plan décennal de 20 millions de lires.
Dans son discours devant la Chambre des députés italienne, dans lequel il réclame de nouveaux fonds, il souligne que l'ennemi le plus probable de la Regia Marina italienne est la Marine française, dont le centre nerveux est constitué de 28 cuirassés. Parmi ceux-ci, 12 cuirassés de second ordre se trouvaient en Afrique et en Asie, par conséquent, en cas de guerre, l'Italie se retrouverait immédiatement face aux 16 cuirassés de premier ordre restants et, pour les affronter dans un combat loyal, elle devrait disposer d'un nombre égal de cuirassés aux caractéristiques similaires, c'est-à-dire 16 cuirassés de premier ordre. Étant donné que les ressources sont suffisantes pour lancer soit 16 cuirassés de première classe, soit un grand nombre de navires plus petits, mais pas les deux, et que les petits navires ne sont d'aucune utilité contre les grands navires, Brin demande l'approbation du programme de 16 grands navires et l'obtient.
Le travail de Brin ne s'est pas arrêté là. Après avoir quitté le ministère, il est nommé, en 1880, président du Comité de conception des navires et conçoit les classes Tripoli et Folgore - dont les concepts donneront naissance, dix ans plus tard, aux torpilleurs, les destroyers actuels - et la classe Re Umberto, qu'il mettra en chantier après son retour au ministère en mars 1884.
Il reste ministre de la marine jusqu'en 1891, poste qu'il occupe par intérim à partir de cette année-là, et reprend le portefeuille des affaires étrangères jusqu'en 1892. Il revient comme ministre de la marine en 1897 et le reste jusqu'à sa mort à Rome en 1898 à l'âge de 65 ans.
Le point principal de la pensée de Brin était que posséder des navires ne suffisait pas, il ne servait à rien si l'on n'était pas capable de les construire, en fabriquant le moindre composant avec les ressources nationales. C'est pourquoi il était un ardent partisan du protectionnisme qui a conduit à la naissance de l'industrie lourde italienne.
C'est lui qui a favorisé le développement des usines de Venise et de Pouzzoles, c'est lui qui a voulu la création de l'aciérie de Terni, située à l'intérieur des terres non seulement pour exploiter l'énergie hydraulique des chutes des Marmore toutes proches, mais surtout pour les rendre impossibles à atteindre depuis la mer.

C'est lui, enfin, qui impose le développement des usines de moteurs navals, la création de la base de Tarente, la construction des nouveaux quais de l'arsenal de La Spezia, la réorganisation de l'administration et de la comptabilité de la Marine, la fusion des écoles navales de Naples et de Gênes en une seule Académie navale à Livourne. À son initiative, la Regia Scuola Superiore Navale a été fondée à Gênes.

Ces mesures de base ont été suivies d'une augmentation qualitative et quantitative de la production de navires de guerre. Les classes Sicilia, Marco Polo et Lombardia, respectivement de trois, deux et cinq unités, sont conçues et construites, les classes Tripoli et Partenope sont développées jusqu'à un total de 12 unités, et des torpilleurs sont introduits dans la gamme, qui atteint rapidement 96 unités. De cette façon, entre 1890 et 1895, Brin peut placer la Regia Marina au troisième rang mondial derrière la Royal Navy et la Marine nationale. À sa mort en 1898, sur 202 unités en service dans la Regia Marina, 141 avaient été commandées - et pour la plupart conçues - par lui.

## Décorations militaires

### Décorations italiennes
- Chevalier de grand-croix de l'ordre des Saints-Maurice-et-Lazare
- Chevalier de grand-croix de l'ordre de la Couronne d'Italie
- Commandeur de l'ordre militaire de Savoie - 24 juillet 1878[1]
- Chevalier de l'ordre civil de Savoie

### Décorations étrangères
- Chevalier de 1re classe de l'ordre de l'Aigle rouge (Empire allemand)
- Grand-croix de l'ordre de Charles III d'Espagne (Espagne)

## Reconnaissance
Des rues ou des places portent son nom dans de nombreuses villes italiennes, dont Brindisi, Gênes, La Spezia, Livourne, Marina di Ragusa, Milan, Naples, Pérouse, Rome, Terni, Turin, Viareggio et Vieste, la jetée principale du port d'Olbia et une cale sèche de l'arsenal militaire de Tarente.

## Source
- (it) Cet article est partiellement ou en totalité issu de l’article de Wikipédia en italien intitulé « Benedetto Brin » (voir la liste des auteurs).